# Die Rettungstat des Hauptmann Igor Belikow

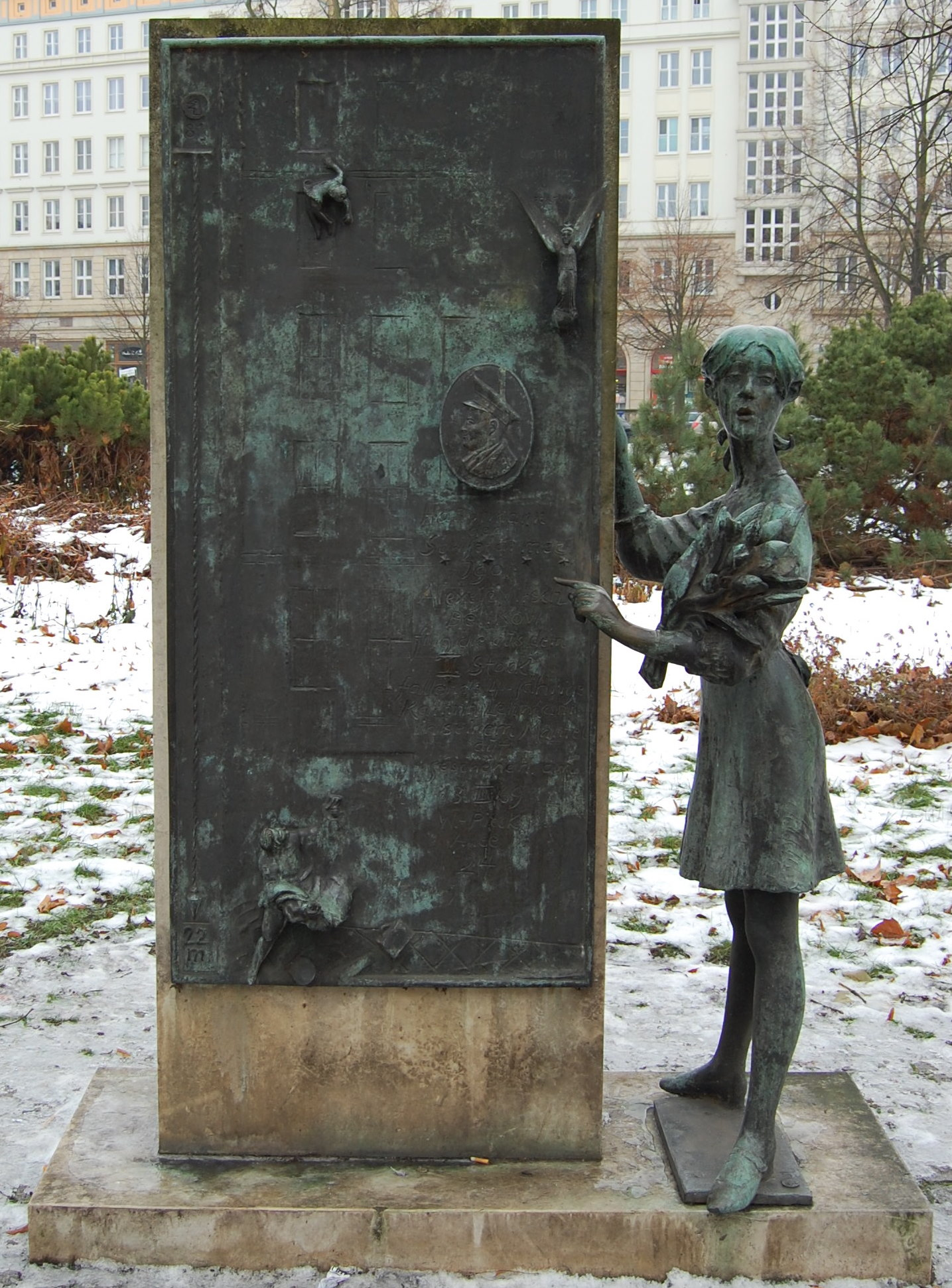
Vorderseite der Plastik

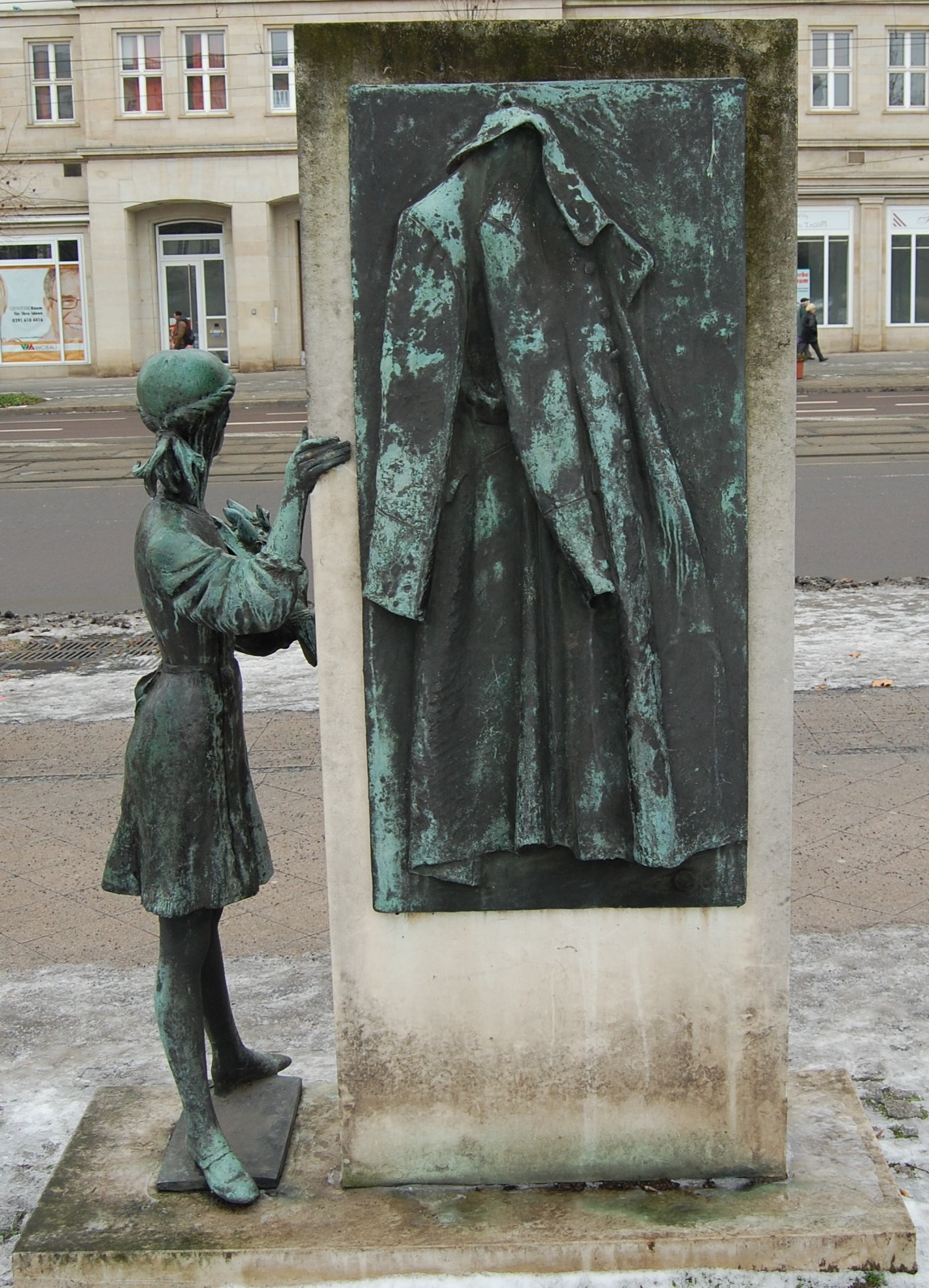
Rückseite

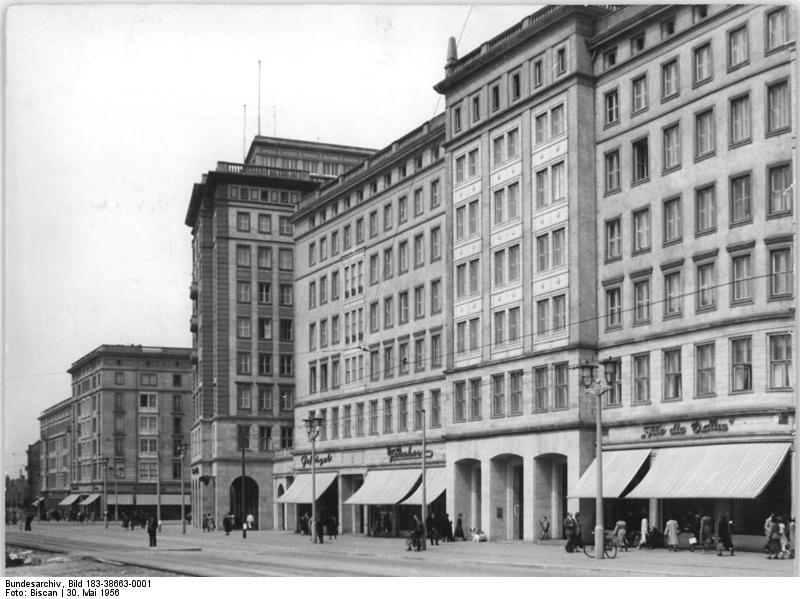
Wilhelm-Pieck-Allee 24, 1956

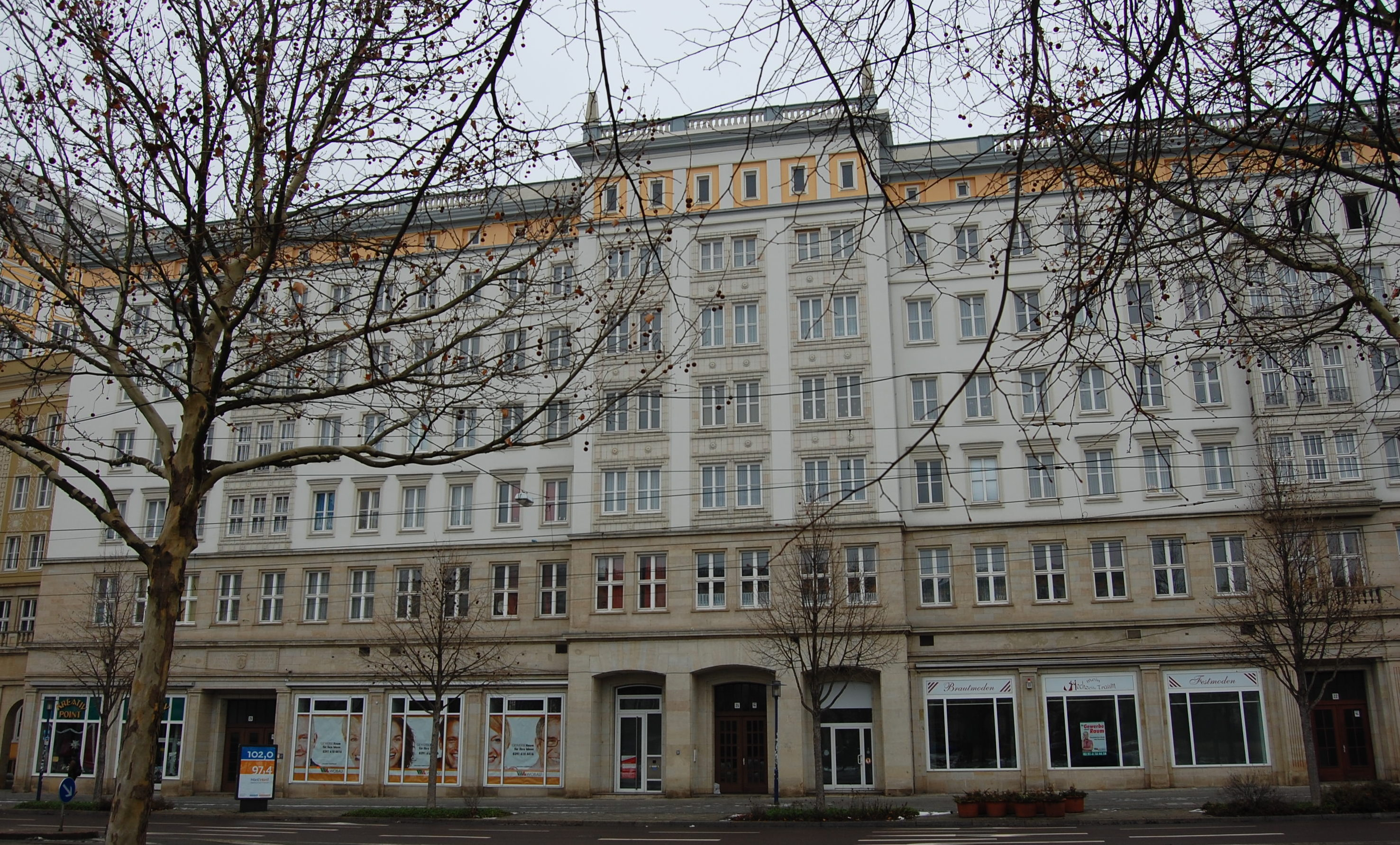
Ernst-Reuter-Allee 24, vormals Wilhelm-Pieck-Allee 24, 2009

Die Rettungstat des Hauptmann Igor Belikow ist eine Plastik in der Magdeburger Altstadt.

## Standort
Die Plastik steht an der Südseite der Ernst-Reuter-Allee gegenüber dem Haus Nummer 24. Sie wurde 1984, nach anderen Angaben bereits 1981, vom Magdeburger Bildhauer Heinrich Apel geschaffen und erinnert an den sogenannten Kindersturz von 1969.

## Kindersturz von 1969
Am Vormittag des 13. März 1969 war der in Zerbst stationierte Fliegeroffizier der Sowjetischen Armee Igor Belikow für eine routinemäßige ärztliche Untersuchung zu Besuch in Magdeburg. Bei einem Spaziergang auf der damaligen Wilhelm-Pieck-Allee in der Magdeburger Innenstadt bemerkte der damals 28-jährige Belikow eine Menschentraube vor dem Haus Nummer 24. Auf einem Fenstersims im 5. Stock des Hauses stand ein kleines Mädchen. Die Mutter des Mädchens hatte die Wohnung kurz verlassen, um sich im gerade belieferten Feinkostgeschäft im Erdgeschoss des Hauses anzustellen. Die vierjährige Kathrin Lehmann war unbemerkt auf den in 22 Meter Höhe befindlichen Fenstersims der elterlichen Wohnung geklettert. Zunächst fiel ein Hausschuh herab, dann verlor das Mädchen den Halt und hing am Fenstersims. Bald konnte es sich nur noch mit einer Hand festhalten und stürzte dann in die Tiefe. Belikow spannte seinen Militärmantel auf und fing das abstürzende Mädchen mit dem Mantel. Das Mädchen richtete sich nach einem hart klingenden Aufschlag im Mantel weinend, aber unverletzt wieder auf. Belikow erlitt eine leichte Verletzung am Handgelenk.
Der Vorgang löste große Aufmerksamkeit und ein erhebliches Medienecho aus. Die Magdeburger Volksstimme berichtete am nächsten Tag auf der Titelseite. Die reaktionsschnelle, mutige Handlung Belikows und der glückliche Ausgang mit der Rettung eines Kindes fand große Sympathie in der Bevölkerung. Für die staatlichen Stellen der DDR ergab sich hier eine gute Gelegenheit, die zur Staatsräson gehörende Deutsch-Sowjetische Freundschaft zu fördern, zumindest jedoch positiv darzustellen und das nicht spannungsfreie Verhältnis der Bevölkerung zur sowjetischen Besatzungsmacht zu verbessern. Nationalpreisträger Max Zimmering schrieb ein pathetisches Gedicht Episode im März. Belikow wurde für seine Tat ausgezeichnet und erhielt die goldene Ehrennadel der Gesellschaft für Deutsch-Sowjetische Freundschaft. Ein 20-Minuten-Film der DEFA Ein Held in Sekunden und ein von Gotthold Gloger geschriebenes Kinderbuch Kathrins Donnerstag thematisieren das Ereignis und stellen jeweils auch eine politische Komponente heraus. Mit Beschluss der Stadtverordnetenversammlung vom 9. Juni 1977 wurde Igor Belikow zum Ehrenbürger Magdeburgs ernannt. Während nach der politischen Wende des Jahres 1989 mehrere vormals politisch motivierte Ehrenbürgerschaften wieder aberkannt wurden, blieb Belikow Ehrenbürger. Er war auch später regelmäßig auf Einladung Magdeburgs in der Stadt zu Besuch. Belikow verstarb im Mai 2015.

## Ausführung
Die Plastik besteht aus einer aus Stein gefertigten, 2,20 Meter hohen Stele, die auf Vorder- und Rückseite mit einer aus Bronze gefertigten Reliefplatte versehen ist. Rechts der Stele steht eine aus Bronze gegossene lebensgroße Figur eines Mädchens. Mit der linken Hand weist das Mädchen auf die Stelle der Stele, in welcher die Geschichte des Fenstersturzes erläutert ist. Die rechte Hand liegt an der Stele an. Auf der vorderen Bronzeplatte ist schemenhaft das Geschehen abgebildet. Es findet sich dort die angedeutete Fassade des Hauses und die Angabe der Höhe. Unter einem kleinen Porträt Belikows ist im Stil einer handschriftlichen Notiz die Aufschrift angebracht: Hauptmann der Sowjetarmee Igor Alexejewitsch Belikow fing die aus dem V. Stock fallende 4-jährige Kathrin Lehmann in seinem Mantel auf  geschehen am 13. III. 69 W.-Pieck Allee 24. Oben links ist plastisch hervortretend das fallende Kind, unten links die gleichfalls plastisch hervortretende, einen geöffneten Mantel haltende Figur Belikows zu sehen. Rechts über dem Porträt Belikows befindet sich, ungewöhnlich für ein offizielles Werk in der DDR, die Figur eines Engels, als Schutzengel Fortuna.
Auf der rückwärtigen Platte ist der ebenfalls aus der Bronzeplatte plastisch hervortretende Militärmantel Belikows abgebildet.